# Sleipnir (przeglądarka)
Sleipnir – japońska przeglądarka internetowa dla systemów Microsoft Windows wydana przez Fenrir & Co. Oferuje możliwość wyboru silnika przeglądarki pomiędzy Trident a WebKit.
Nazwa przeglądarki pochodzi od mitycznego konia Odyna.
We wrześniu 2006 roku przeglądarka miała 6% udziałów na japońskim rynku. W 2008 roku twórcy przewidywali w ciągu kilku lat wzrost do 5% udziałów międzynarodowych, co oznaczołoby w liczbach skok ze 100 tysięcy do ok. 17 milionów użytkowników.
W 2010 roku firma Microsoft w ramach umowy zawartej z Komisją Europejską będącej wynikiem oskarżeń o nadużywanie pozycji rynkowej sugerował użytkownikom systemu Windows jedną z 12 przeglądarek lub pozostawienie przeglądarki Internet Explorer. Sleipnir był jedną z propozycji.